# Camille im grünen Kleid
Camille im grünen Kleid, auch als Camille oder Die Dame im grünen Kleid bekannt, ist ein im Jahre 1866 von Claude Monet gemaltes Porträt. Das 231 Zentimeter hohe und 151 Zentimeter breite, mit Öl auf Leinwand gemalte Bild zeigt Monets spätere Frau Camille Doncieux, die ein Ensemble aus einem grünen Kleid und einer Jacke trägt. Monet reichte das Bild zum Pariser Salon des Jahres 1866 ein, wo es bei den Kritikern Anklang fand und für ihn einen besonderen Erfolg bedeutete. Heute gehört das Porträt zur Sammlung der Bremer Kunsthalle.

## Bildbeschreibung
Camille im grünen Kleid ist ein lebensgroßes Porträt. Camille trägt ein grün-schwarz gestreiftes Kleid aus Seide, darüber eine schwarze, mit Pelz besetzte Jacke. Das Kleid in Smaragdgrün entsprach mit den kontrastierenden Längsstreifen der Mode der Zeit. Als Accessoires dienen gelbliche Lederhandschuhe und eine mit Federn geschmückte, dunkle Capote. Camille trägt ihr Haar in einem im Nacken sitzenden, mit schwarzen Bändern gebundenen Knoten. Den Hintergrund des Bildes bildet ein dunkelroter, fast schwarzer Vorhang.
Durch die Bildkomposition gelang es Monet, Bewegung zu vermitteln. Am linken Bildrand ist die Schleppe des Kleides abgeschnitten und verursacht damit eine über den Bildrand hinausgehende Bewegung in diese Richtung. Lebendigkeit wird ebenso erzeugt durch das Spiel der Falten des Rocks. Die leicht nach hinten gewandte Haltung des Kopfes stellt ein innehaltendes Moment im Bild dar. Die Gestalt scheint dabei eher in sich hineinzuhören als auf die Ansprache durch eine Person zu reagieren. Dies wird durch die niedergeschlagenen Augen und den dadurch vermiedenen Blickkontakt zum Betrachter erreicht. Das Bild ist unten rechts mit Claude Monet 1866 signiert.

## Hintergrund

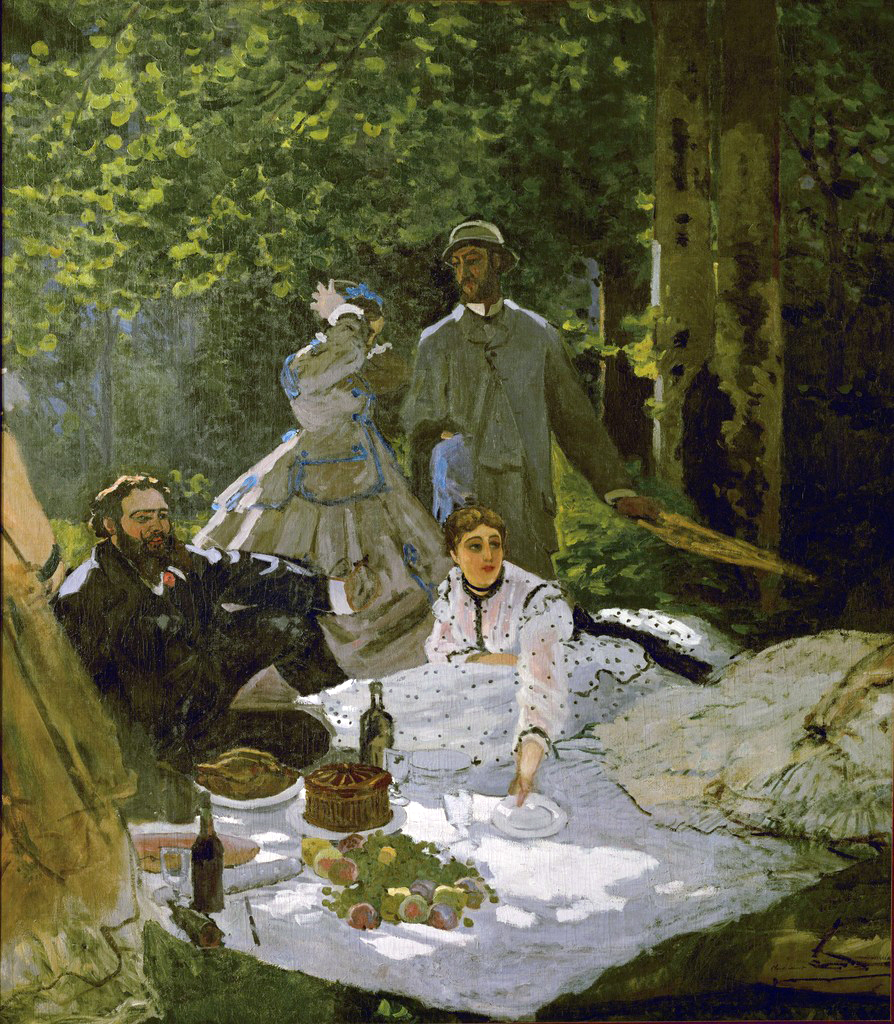
Das Frühstück im Grünen, Fragment, 1865/1866, Musée d’Orsay in Paris

Über die Entstehungsgeschichte der Camille im grünen Kleid ist nur wenig überliefert. Ursprünglich wollte Claude Monet das mehrfigurige Bild mit dem Titel: Das Frühstück im Grünen für die Ausstellung im Salon malen. Er gab dieses Vorhaben jedoch auf. Dafür werden verschiedene Gründe angenommen. Zum einen kann Monet erkannt haben, dass er das große, aufwändige Bild nicht rechtzeitig fertigstellen würde. Er könnte jedoch auch selbst mit dem Bild unzufrieden gewesen sein oder – wie er später selbst berichtete – auf den Ratschlag Gustave Courbets gehört haben, auf die Abgabe zu verzichten, um keinen Anlass für Kritik zu bieten. Stattdessen fertigte er das Porträt seiner späteren Frau an. Die von Théophile Thoré überlieferte Maldauer von nur vier Tagen wurde lange Zeit angezweifelt. Eine Restaurierung förderte jedoch Nachweise der zügigen Malweise zutage. Zudem sollte diese Zeitangabe des Kunstkritikers wohl auch die hohe Virtuosität Monets unterstreichen. Das Bild entstand in einer Phase, in der Claude Monet und sein Freund Frédéric Bazille verstärkt an großformatigen Porträts arbeiteten. So arbeitete Bazille im Januar 1866 beispielsweise an einem 200 Zentimeter hohen und 150 Zentimeter breiten Bild, das eine Frau und einen Mann zeigt. Die Frau trug ein grünes Seidenkleid, das er zuvor geliehen hatte und vielleicht an Monet für dessen Porträt von Camille weitergab.
Monet reichte Camille im grünen Kleid zusammen mit dem schon etwas älteren Landschaftsgemälde Die Straße von Chailly noch vor dem letzten Abgabetermin, dem 20. März 1866, zum Salon de Paris ein. Dabei wies er sich nicht als Schüler Charles Gleyres aus, der in diesem Jahr Vizepräsident der aus 24 Mitgliedern bestehenden Jury war, wie es etwa Alfred Sisley oder Bazille taten. Beide Bilder wurden zur Salon-Ausstellung zugelassen, wo Camille im grünen Kleid beim Publikum und bei der Kritik meist positive Reaktionen hervorrief. Die Händler Cadart & Luquet bestellten eine kleinere Replik des Bildes, und daneben zog auch der Verkauf Monets an. Zwei Jahre später, 1868, stellte Claude Monet das Gemälde Camille im grünen Kleid in Le Havre in der „Exposition maritime internationale“ aus. Dort gewann er damit eine Silbermedaille. Anschließend wurde das Gemälde verkauft.

## Vorbilder und Nachahmer

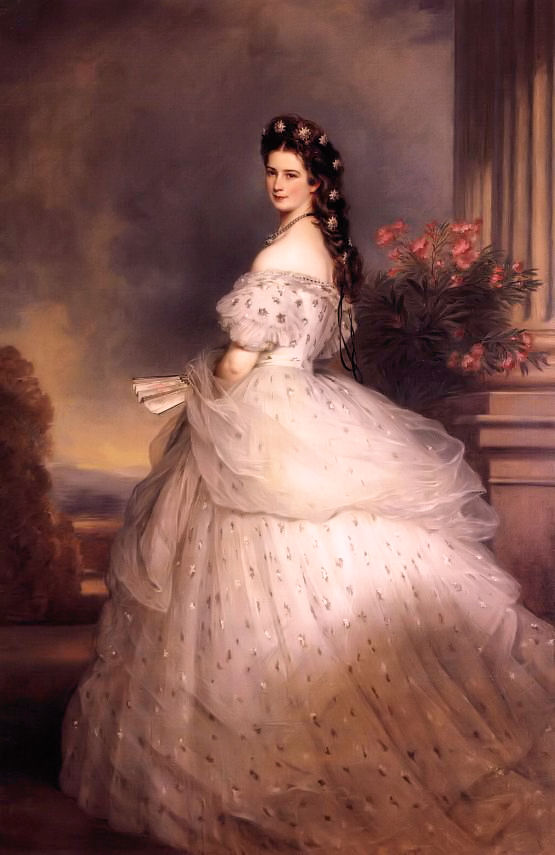
Bildnis Kaiserin Elisabeth, Franz Xaver Winterhalter, 1865

Die Pose Camilles orientiert sich an verschiedenen zeitgenössischen Modeillustrationen. Deren Zweck war zwar die Präsentation der Kleidung, aber die Haltungen der Modelle wurden durch ihre Einordnung in kleinere Handlungen gerechtfertigt. Diese Art kleiner Gesten findet sich zum Beispiel in der Handhaltung Camilles am Kinn wieder. Ebenfalls sehr verbreitet in den Bildern zur Illustration von Mode ist die Darstellung von schräg hinten. So wurde die Silhouette der Kleider und deren besonderer Schmuck am besten präsentiert. Das Kleid und die Haltung sind, wenn auch seitenverkehrt, aus zwei Illustrationen des Petit Courrier des Dames aus dem Jahr 1865 entnommen. Mit dem Aufgreifen der neuesten Mode und deren Darstellung in den populären Massenmedien erwies sich Monet als „Maler des modernen Lebens“, wie Charles Baudelaire 1863 von ihm gefordert hatte. Zugleich wurde er bei der Darstellung des Stoffes mit dem bedeutenden Renaissance-Maler Paolo Veronese verglichen. Neben diesen modernen Einflüssen griff Monet mit dem lebensgroßen Porträt eine lange Tradition auf. Über lange Zeit war das lebensgroße Porträt Adeligen vorbehalten. Erst ab der Mitte des 18. Jahrhunderts öffnete sich diese Gattung auch Personen aus dem Bürgertum. In der ersten Hälfte des 19. Jahrhunderts kam es in der Porträtmalerei zu Neuerungen im Stil und in der Komposition. So wurde zum Beispiel auch von Franz Xaver Winterhalter beim Herrschaftsporträt Bildnis Kaiserin Elisabeth aus dem Jahr 1865 auf Haltungen der Modeillustration zurückgegriffen.

## Einordnung in das Gesamtwerk Monets
Das Gemälde Camille im grünen Kleid ist ein herausragendes Werk der frühen Schaffensperiode Monets. Es steht dabei auch stellvertretend für eine Reihe von Bildern, die er von seiner späteren Ehefrau anfertigte. Sie stand ihm zum Beispiel für das Frühstück im Grünen Modell wie auch für die Frauen im Garten als Modell. Selbst im Sterben wurde sie noch von ihrem Mann porträtiert. Nach diesem Porträt malte Monet zudem auch einige weitere anderer Damen.

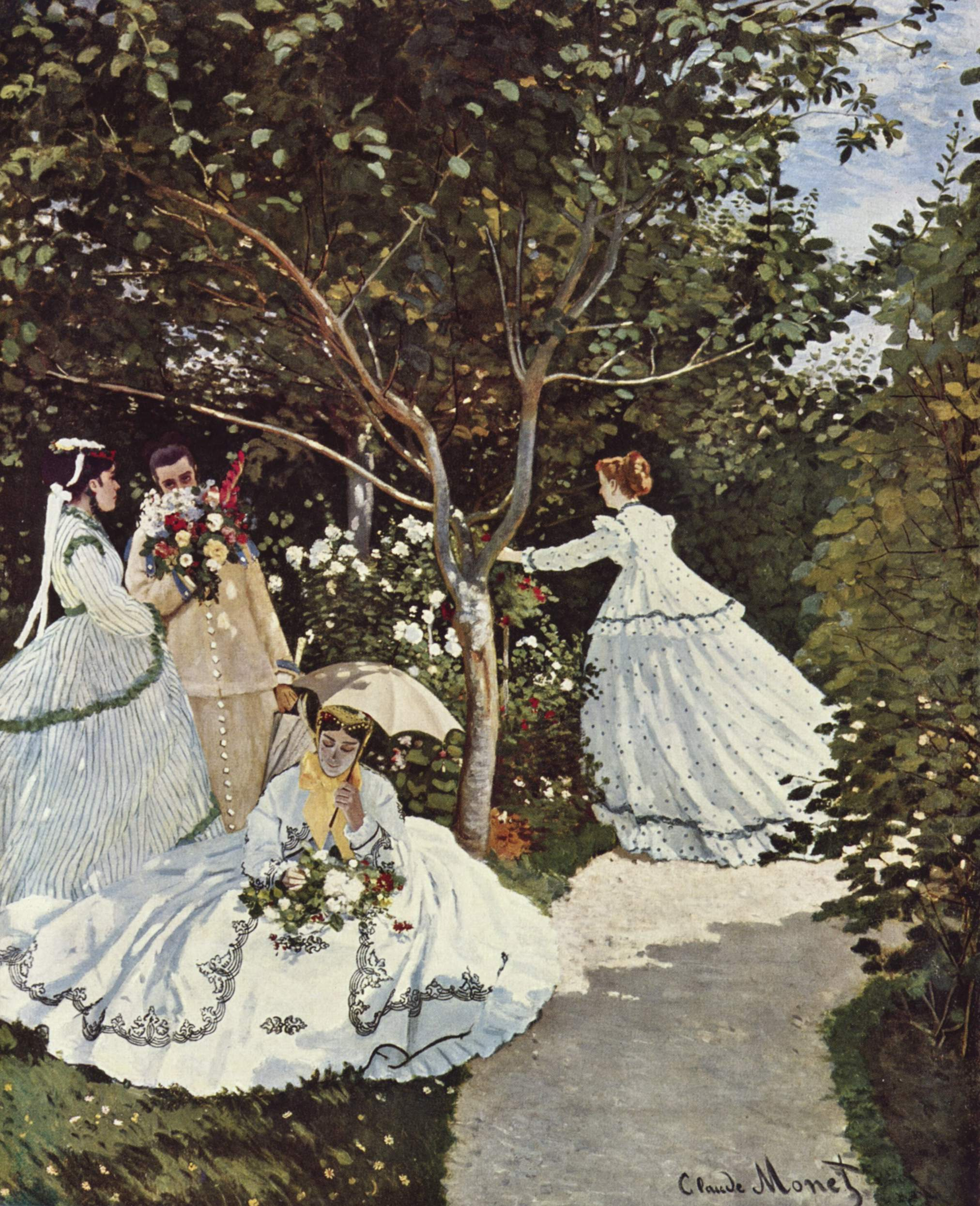
Frauen im Garten, 1866
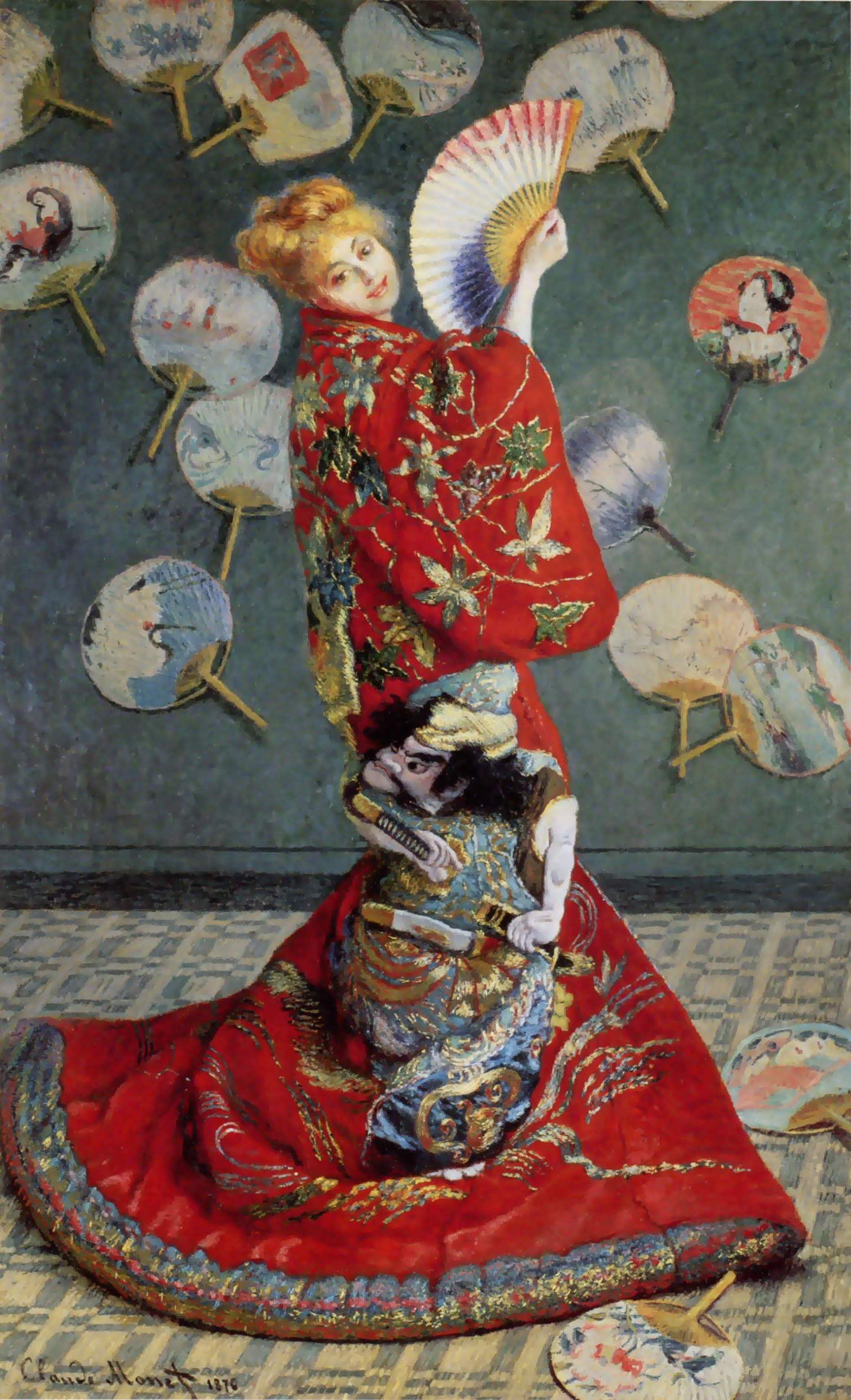
Camille im japanischen Kostüm, 1875/1876
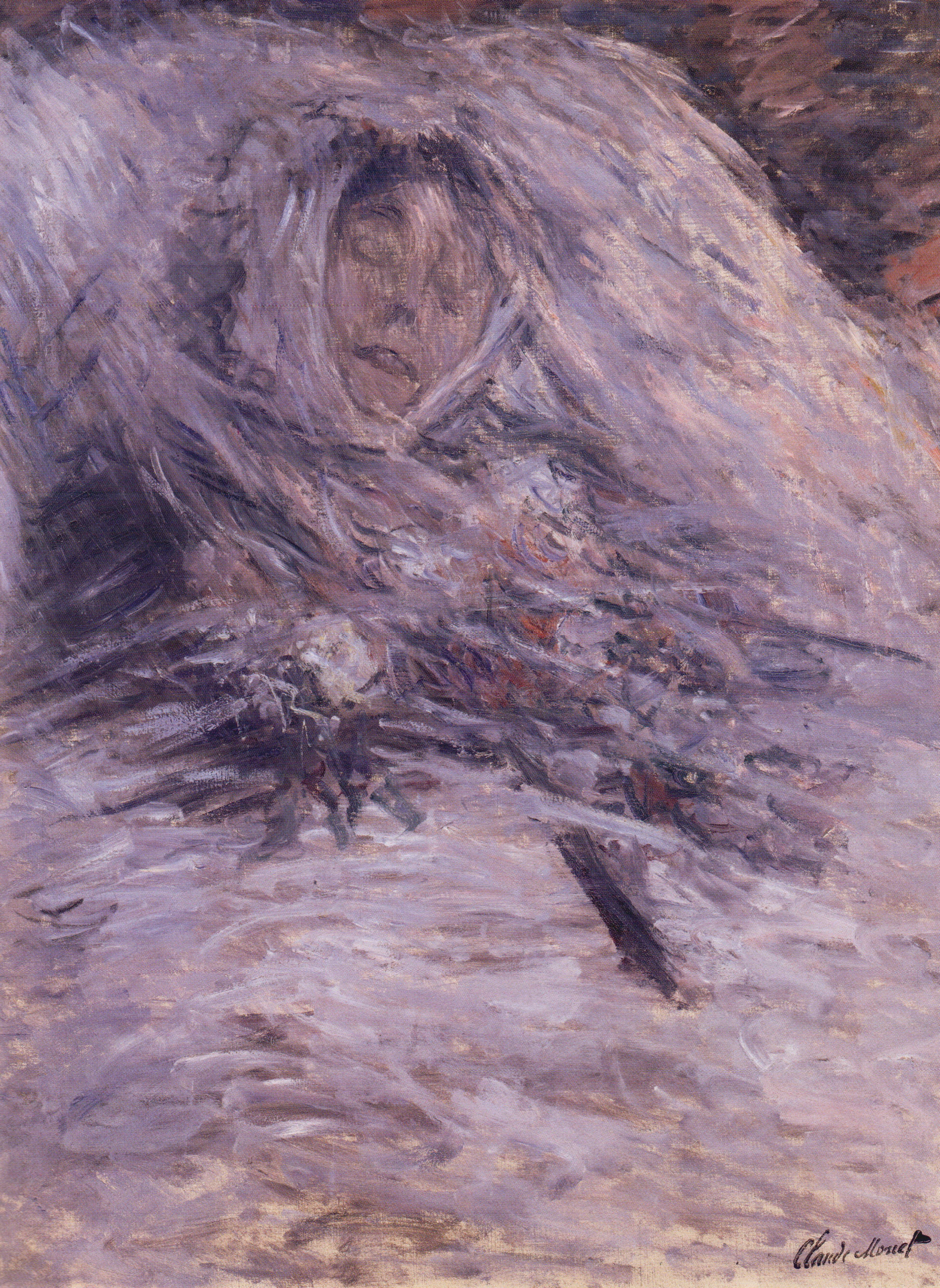
Camille Monet auf dem Totenbett, 1879
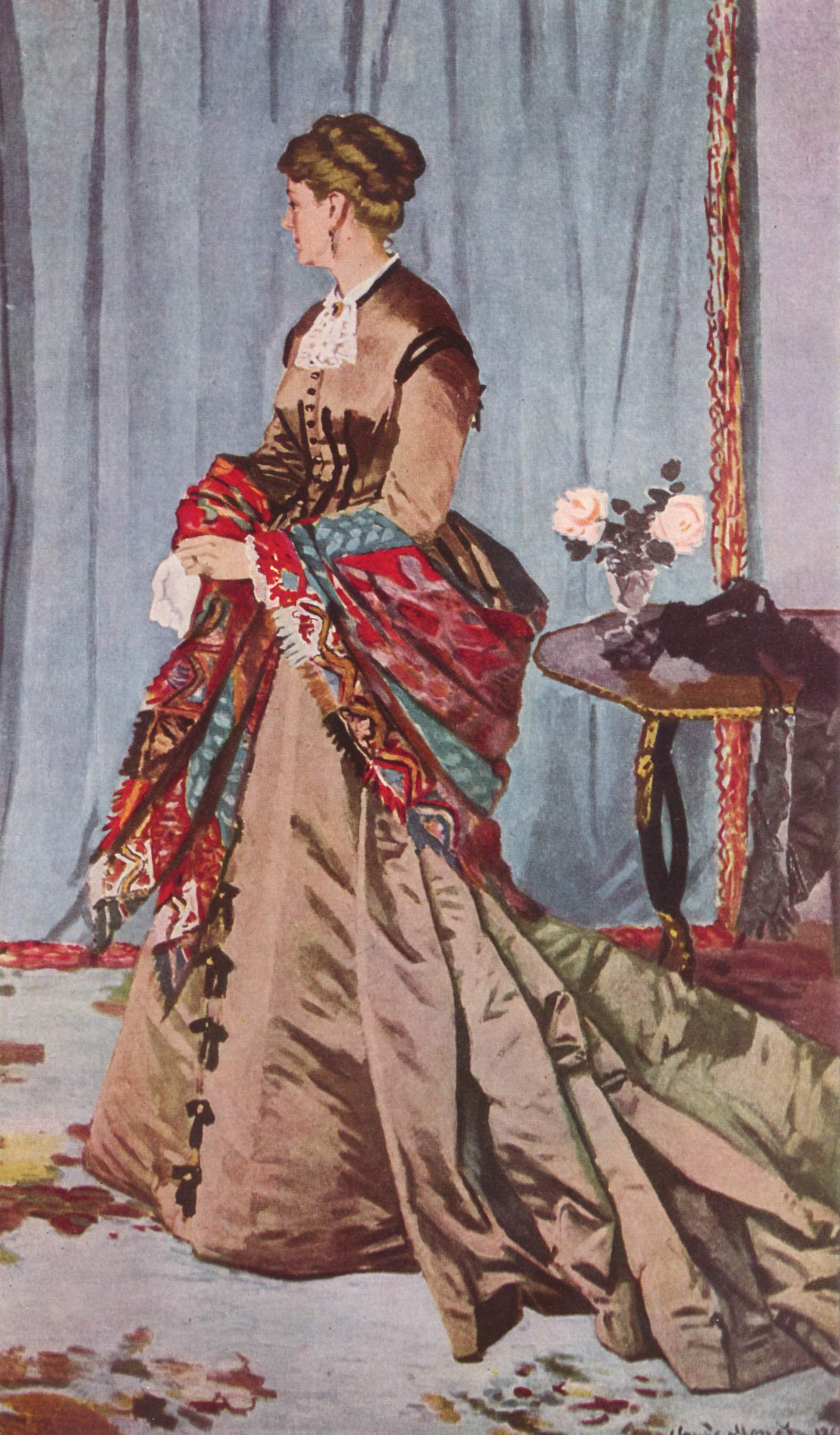
Madame Gaudibert, 1868

## Rezeption
Monets Camille im grünen Kleid wurde von der Kritik positiv aufgenommen und in mehreren Rezensionen ausführlich besprochen. Besonders enthusiastisch war dabei Émile Zola, der den jungen Künstlern wie Bazille, Paul Cézanne und Monet besonders zugetan war. In der L’Evénement-Ausgabe vom 11. Mai 1866 schrieb er: „Ich muss gestehen, das Bild, vor dem ich mich am längsten aufgehalten habe, ist die Camille von Monsieur Monet… Ja! Das ist ein Temperament, ein richtiger Mann im Gefolge all dieser Eunuchen.“ Auch der Bericht Théophile Thorés war besonders positiv. Daneben besprachen aber auch konservativere Herausgeber wie Charles Blanc, der die Gazette des Beaux-Arts verlegte, das Bild Monets wohlwollend. Es gab jedoch auch Verrisse wie etwa von Félix Jahyer und Edmond About. Das Gemälde wurde in drei Karikaturen aufgegriffen. Zudem bildete es den Aufhänger für das Gedicht Camille.
Besonderes Augenmerk wurde auf den Vergleich Monets mit Édouard Manet gelegt. So erschien in der Zeitschrift  La Lune am 13. Mai eine Karikatur anlässlich der Camille im grünen Kleid, die dies aufgriff. Sie trug die Unterschrift „Monet ou Manet? - Monet. Mais, c’est à Manet que nous devons ce Monet; bravo! Monet; merci Manet!“ (deutsch: „Monet oder Manet? - Monet. Aber es ist Manet, dem wir diesen Monet verdanken. Bravo, Monet, vielen Dank, Manet.“). In einem Brief vom Oktober 1866, den der Schriftsteller Édmond Duranty an den Maler Alphonse Legros nach England schickte, wurde das Thema ebenfalls aufgegriffen. Duranty schrieb: „[Manet] est d’ailleurs très tourmenté par son concurrent Monet. De sorte qu’on dit qu’après l’avoir manétisé il voudrait bien le demonétiser.“ (deutsch: „[Manet] ist übrigens über seinen Konkurrenten Monet sehr in Sorge. Denn man sagt, dass, nachdem er ihn manétisiert habe, er ihn nun gerne demonétisieren würde.“) Diese Aussagen greifen eine vermeintliche Konkurrenz der beiden Künstler auf. Tatsächlich freundeten sich Monet und Manet aber an, nachdem Zacharie Astruc ihre erste Begegnung vermittelt hatte.

## Provenienz

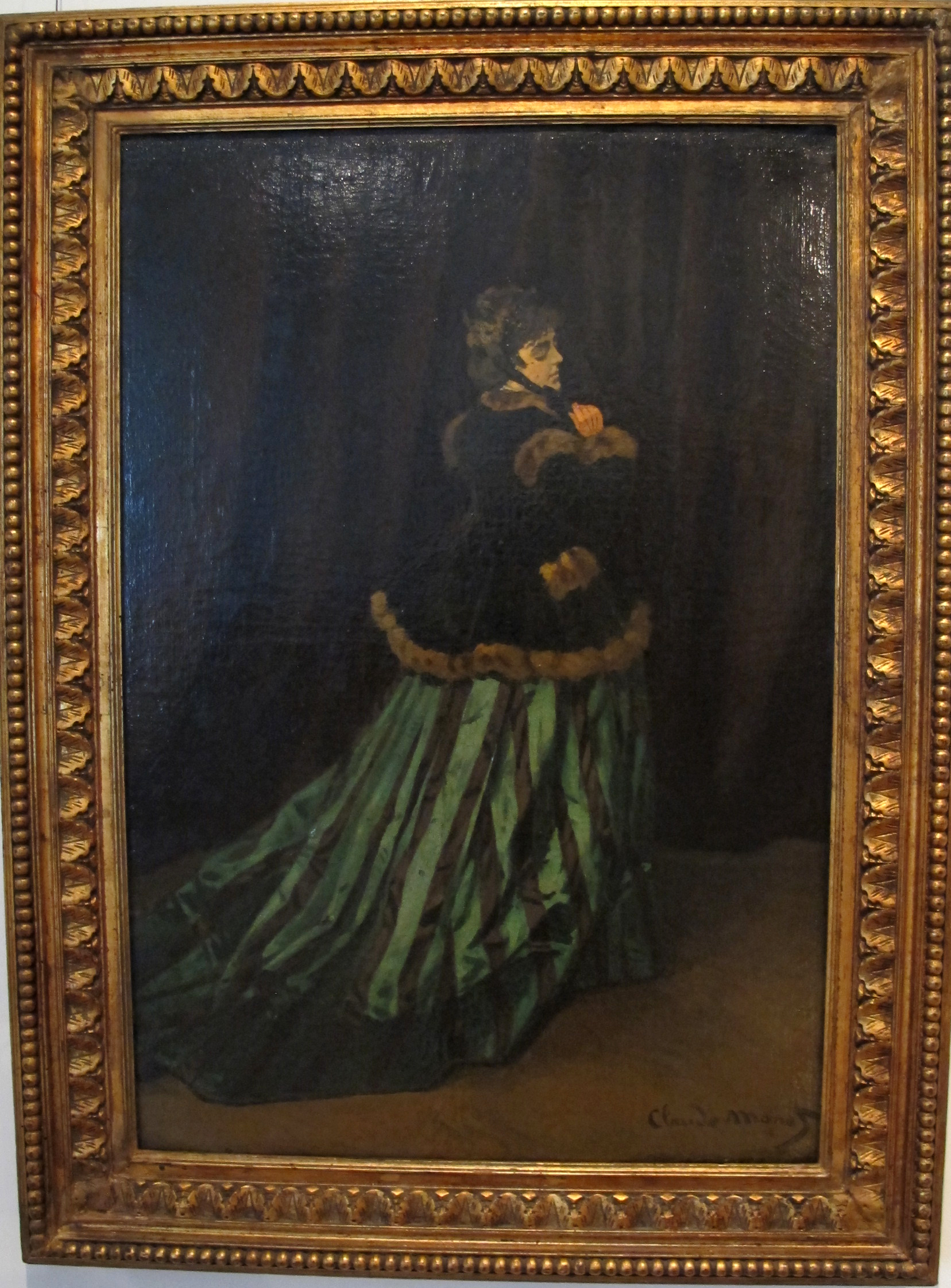
Replik (81 × 55) im Nationalen Kunstmuseum in Bukarest

Für 800 Francs erwarb Arsène Houssaye im Oktober 1868 das Bild Camille im grünen Kleid aus der Exposition maritime internationale in Le Havre. Damit gelangte es in dessen Pariser Sammlung. Er beabsichtigte das Bild dem Musée du Luxembourg zu vermachen, wozu es allerdings nicht kam. Deshalb stand das Bild vom 22. bis zum 23. Mai 1896 als Losnummer 158 der Erbin Arséne Houssaye beim Auktionshaus Drouot zur Versteigerung, wurde jedoch zurückgezogen. In der Folge gehörte Camille im grünen Kleid zur Sammlung Henry Houssaye und verblieb in Paris. 1898 gelangte das Bild für 400 Francs zum Kunsthändler Paul Durand-Ruel und wurde etwa 1901/1902 vom Pariser Agenten Paul Cassirers, Georg Schwarz, erworben. Am 31. März 1906 verkaufte Cassirer das Gemälde für 50.000 Mark an die Kunsthalle Bremen. Der Erwerb unter dem Direktor Gustav Pauli wurde durch den Kunstverein in Bremen unterstützt, der die Kunsthalle trägt.